# Torsten Reuter
Torsten Reuter (* 15. September 1982 in Kaiserslautern) ist ein ehemaliger deutscher Fußballspieler, der auf Abwehr- und Mittelfeldaufgaben spezialisiert war. Er absolvierte insgesamt 22 Bundesligaspiele für den 1. FC Kaiserslautern sowie 22 Zweitligaspiele (3 Tore) für den 1. FC Saarbrücken.

## Karriere
Reuters Laufbahn im Herrenbereich begann bei der Amateurmannschaft des 1. FC Kaiserslautern, wo er in der Saison 2000/01 regelmäßig in der Oberliga zum Einsatz kam und am Ende der Saison mit dem Team den Aufstieg in die Regionalliga Süd erreichte. Zwischenzeitlich war er am 1. April 2001 erstmals zu einem Bundesligaspiel in den Kader der Profimannschaft berufen worden, kam aber nicht zum Einsatz. Sein Bundesligadebüt gab er am 1. Spieltag der Saison 2002/03, bei dem er gleich über die vollen 90 Minuten eingesetzt wurde. Es folgten noch einige weitere Einsätze in der Hinrunde. Weitere Bundesligaeinsätze folgten erst wieder ab November 2003. Zur Saison 2004/05 liehen ihn die Lauterer für eine Saison an den 1. FC Saarbrücken aus. In der folgenden Spielzeit war er wieder am Betzenberg tätig, konnte sich jedoch bei den „Roten Teufeln“ nicht durchsetzen, weshalb ihn der FCK im Juni 2006 an den 1. FC Saarbrücken verkaufte. In der Winterpause 2006/07 wechselte er zum SV Wehen in die Regionalliga Süd und schaffte mit diesem am Saisonende den Aufstieg in 2. Bundesliga. Zur Saison 2007/08 verließ er Wehen und kehrte zurück zur zweiten Mannschaft des 1. FC Kaiserslautern in die Oberliga Südwest. 2008 stieg er mit seiner Mannschaft in die Regionalliga West auf. Nach der Spielzeit 2010/11 begann er ein Referendariat als Grundschullehrer und spielte eine Saison für den TuS 04 Hohenecken und von 2012 bis 2015 als Spielertrainer für die SG Waldfischbach, ehe er seine aktive Karriere beendete.

### Statistik
| Liga          | Spiele (Tore) |
| ------------- | ------------- |
| Bundesliga    | 022 (0)       |
| 2. Bundesliga | 022 (3)       |
| Regionalliga  | 167 (9)       |
| Wettbewerb    |               |
| DFB-Pokal     | 004 (0)       |
| UI-Cup        | 002 (0)       |